# Liste von Persönlichkeiten der Stadt Arendal
Die Liste von Persönlichkeiten der Stadt Arendal enthält Personen, die in Arendal geboren wurden sowie solche, die dort zeitweise gelebt haben, jeweils chronologisch aufgelistet nach dem Geburtsjahr.

## In Arendal geborene Persönlichkeiten

### Bis 1899

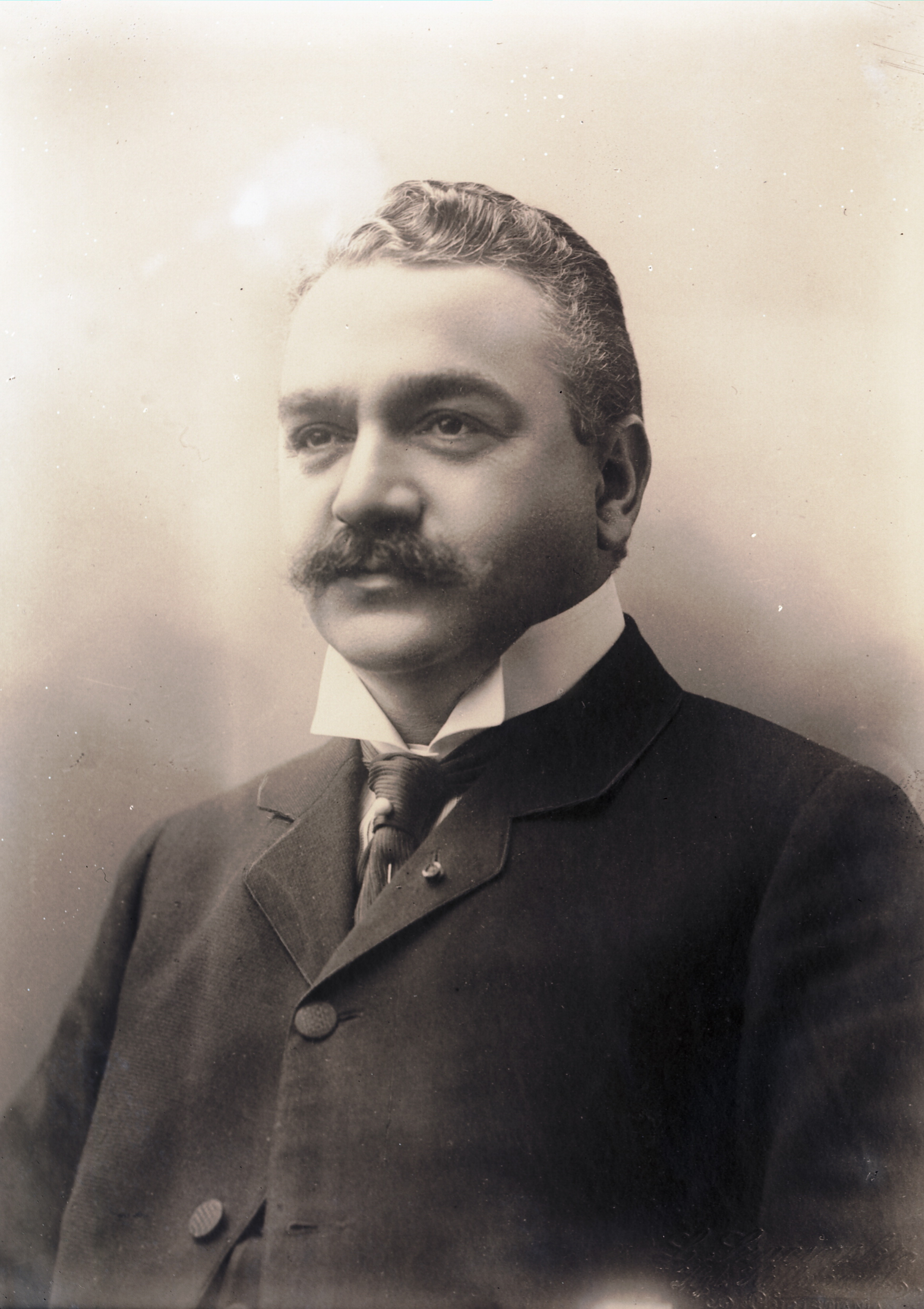
Sam Eyde

- Andreas Frederik Krieger (1817–1893), dänischer Jurist und Politiker
- Yngvar Nielsen (1843–1916), Historiker, Geograf und Politiker
- Gunnar Knudsen (1848–1928), liberaler Politiker und Industrieller
- Sam Eyde (1866–1940), Ingenieur und Industrieller, Politiker
- Johannes Jordell (1879–1958), Sportschütze
- Harald Herlofson (1887–1957), Ruderer

### 1900–1949
- Sigurd Anderson (1904–1990), US-amerikanischer Politiker
- Jean-Louis Bretteville (1905–1956), Fußballspieler
- Lilly Bølviken (1914–2011), Richterin
- Svenn Stray (1922–2012), Politiker
- Gunnar Halvorsen (1945–2006), Politiker

### 1950–1974
- Kirsten Bråten Berg (* 1950), Folk-Sängerin
- Kaare Strøm (* 1953), Politikwissenschaftler
- Grete Faremo (* 1955), Politikerin, UN-Beamtin
- Knut Nærum (* 1961), Autor und Satiriker
- Georg Andersen (* 1963), Kugelstoßer
- Bent Stiansen (* 1963), Koch

### Seit 1975

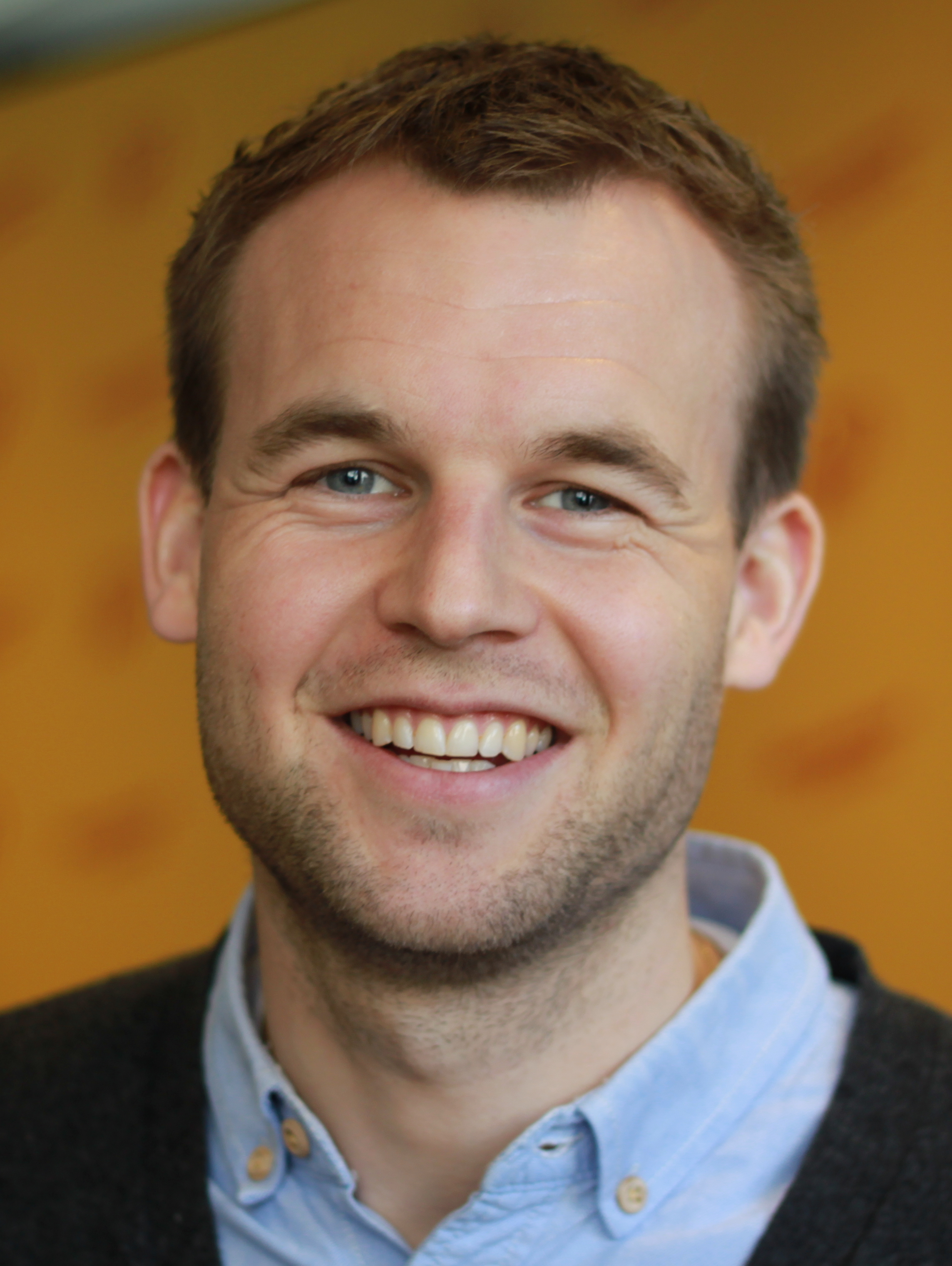
Kjell Ingolf Ropstad

- Monica Knudsen (* 1975), Fußballspielerin und -trainerin
- Vinni (* 1976), Sänger und Rapper
- Annette Bjelkevik (* 1978), Eisschnellläuferin
- André Jørgensen (* 1979), Handballspieler und -trainer
- Hedvig Bjelkevik (* 1981), Eisschnellläuferin
- Jan Gunnar Solli (* 1981), Fußballspieler
- Kjell Ingolf Ropstad (* 1985), Politiker, Mitglied des Storting und Minister
- Åshild Bruun-Gundersen (* 1986), Politikerin
- Sondre Paulsen (* 1988), Handballspieler
- Tor Marius Gromstad (1989–2012), Fußballspieler
- Marte Olsbu Røiseland (* 1990), Biathletin
- Simen Spieler Nilsen (* 1993), Eisschnellläufer
- Ylldren Ibrahimaj (* 1995), kosovarischer Fußballspieler
- Mathias Berntsen (* 1996), Beachvolleyballspieler

## Personen mit Bezug zu Arendal
- Jacob Aall (1773–1844), Politiker
- Knut Lunde (1905–1960), Nordischer Kombinierer
- Ebba Lodden (1913–1997), Politikerin, ehemalige stellvertretende Bürgermeisterin von Arendal
- Hanna Kvanmo (1926–2005), Politikerin